# هورساج
هورساج (بالسومرية: هارسانغ أو هار. ساغ) هو مصطلح سومري يُترجم بشكل مختلف بمعنى «الجبل» أو «التل» أو «التلال». استقراء ثوركيلد جاكوبسن الترجمة في حياته المهنية اللاحقة لتعني حرفياً بـ«رأس الوديان».
تلعب الجبال دوراً معيناً في أساطير بلاد ما بين النهرين والدين الآشوري البابلي، المرتبط بآلهة مثل آنو وإنليل وإنكي ونينهورساج. 
يحدد بعض العلماء أيضاً الهورساج بسلسلة جبال غير محددة أو شريط من الأراضي المرتفعة خارج سهل بلاد ما بين النهرين. 